# Семир Щилич
Семир Щилич (на босненски: Semir Štilić) е босненски футболист, полузащитник, който играе за Висла Краков.

## Кариера
Щилич започва кариерата си в Железничар Сараево през 2005 г. На 11 юни 2008 г. подписва 4-годишен договор с отбора от полската Екстракласа Лех Познан. За 4 години там записва 106 мача и 18 гола, след което преминва със свободен трансфер в украинския Карпати Лвов. След сезон сменя отбора и страната като се присъединява към Газиантепспор. Не успява да се пригоди към новия си отбор и на 24 януари 2014 г. се завръща в Полша, като облича екипа на Висла Краков. На 13 юни 2015 г. подписва с кипърския шампион АПОЕЛ договор за 3 години. Дебютира на 21 юли 2015 г. в квалификационен мач за шампионската лига срещу Вардар Скопие. Вкарва първия си гол за клуба на 22 август 2015 г. срещу Ермис Арадипу в местното първенство, а на 26 август отбелязва и срещу казахстанския Астана.

### Национален отбор
Първият му мач за националния отбор на Босна и Херцеговина е на 30 януари 2008 г. в приятелска среща с Япония, завършила 0:3.

## Отличия

### Лех Познан
- Екстракласа (1): 2009/10
- Носител на Купата на Полша (1): 2009
- Носител на Суперкупата на Полша (1): 2010

### АПОЕЛ
- Кипърска първа дивизия (1): 2015/16